# 高津波町
高津波町（たかつなみちょう）は、愛知県刈谷市の町名。

## 地理
逢妻川の下流左岸（東岸）にあり、碧海台地の西端にある。かつては高津潟と呼ばれていたが、衣ケ浦の波が打ち寄せる場所だったことから高津波に転じた。
北は中手町、西は家下川を境界に三田町、南はJR東海道本線を境に熊野町、東は愛知県道48号岡崎刈谷線を境に高倉町や山池町と接している。

## 歴史
- 縄文時代中期後葉の遺跡として竪穴建物跡が発見されている山の神遺跡がある[1]。
- かつては三河国碧海郡高津波村の一部であり、1889年（明治22年）に碧海郡逢妻村の一部となった。
- 1906年（明治39年） - 碧海郡刈谷町の大字として高津波が設置される。
- 1950年（昭和25年） - 刈谷市の大字として高津波が設置される。
- 1960年（昭和35年） - 刈谷市の町名として高津波町が設置される。
- 1988年（昭和63年）3月13日 - JR東海道本線逢妻駅が設置される。

## 交通
- JR東海道本線逢妻駅
- 愛知県道48号岡崎刈谷線

## 施設
- JR東海道本線逢妻駅
- 市杵島神社 - 鎮守。
- 金勝寺 - 真宗大谷派の寺院。
- 医王寺 - 曹洞宗の寺院。
- 刈谷警察署高津波交番
- 中手公園
- 高津波公園